# Maastrichts Mooiste
Maastrichts Mooiste is een hardloop- en wandelevenement in Maastricht. De eerste editie van Maastrichts Mooiste vond plaats op 30 april 2004 en was toen nog een evenement van één dag. In de jaren erna werd het evenement uitgebreid met verschillende onderdelen. Het evenement was na negen jaar vanaf het bestaan sterk gegroeid en kreeg steeds meer landelijke bekendheid. In 2012 omvatte het evenement zeven dagen, verspreid over het hele jaar.
In totaal telde het evenement in 2012 bijna 10.000 deelnemers. Dit was verdeeld over het Maastrichts Mooiste Wandelweekend, Maastrichts Mooiste Hardloopweekend (5 km, 10 km, 15 km, toploop & Kinderloop), Maastrichts Mooiste Sint-Pietersbergloopweekend (halve marathon, kwart marathon, Off-Road Duathlon & Trailrun) en de Maastrichter Kerstmannen Stadsloop.

## Editie 2006
Tijdens de editie 2006 van Maastrichts Mooiste was het zeer warm weer. Doordat de temperatuur boven de 30 graden lag en er problemen waren met de drankvoorziening, raakten enkele honderden lopers in moeilijkheden tijdens de 15 km wedstrijd. Vijf lopers kwamen door oververhitting en uitdroging in het ziekenhuis terecht. Ze konden allemaal dezelfde dag weer naar huis.

## Editie 2007
De editie van 2007 was bij lange na niet zo warm als die van het jaar ervoor. Voor de eerste maal werd er dit jaar ook een invitatiewedstrijd over 5 km voor toplopers georganiseerd. Hierdoor waren de winnende tijden op de 15 km die de toplopers normaal liepen een stuk langzamer dan de jaren ervoor. De winnaar op de 15 km bij de mannen was Boufriniaa Abdel. Bij de vrouwen won Helmie Ramakers in een teleurstellende tijd van meer dan 1 uur en 3 minuten. Deze uitslagen gaven aan dat de 15 km zijn langste tijd als topwedstrijd achter de rug had. De organisatie had zich namelijk wat betreft het topveld volledig gericht op de 5 km invitatieloop. Door tegenvallende publieke belangstelling werd dit helaas geen groot succes.

## Editie 2008
Na de eerste editie in 2004 staat in 2008 het eerste lustrumjaar voor de deur, met een vijfdaags programma, verdeeld over de volgende dagen: 7, 8, 13, 14 en 15 juni. Hoofdevenementen zijn wandeltochten op zondag 8 juni en hardloopwedstrijden op zondag 15 juni.
Een van de onderdelen van Maastrichts Mooiste is de Kelnerrace, in 2008 op vrijdag 13 juni gepland. Hierbij moeten kelners met een dienblad vol drank zo snel mogelijk een parcours afleggen. Vanwege het EK voetbal (Nederland speelt deze avond tegen Frankrijk) wordt dit onderdeel in 2008 aangepast.
Een ander onderdeel van het evenement Maastrichts Mooiste is de Sportmarkt op zaterdag 14 juni. Deze is bedoeld om ook andere sporten onder de aandacht te brengen. De meeste deelnemers aan de hardloopwedstrijd, die een dag later plaatsvindt, komen naar de sportmarkt om zich in te schrijven.
Het nieuwe onderdeel van Maastrichts Mooiste in 2008 is een speciale wandeltocht voor mensen met een lichamelijke beperking. De organisatie heeft zich tot doel gesteld om op zaterdag 7 juni met 500 lichamelijk gehandicapten (merendeels in rolstoelen en scootmobiels) op de Sint-Pietersberg te gaan wandelen.

## Uitslagen

### 15 km
| Editie | Jaar          | Snelste man         | Land      | Tijd     | Snelste vrouw        | Land      | Tijd     |
| ------ | ------------- | ------------------- | --------- | -------- | -------------------- | --------- | -------- |
| 10     | 9 juni 2013   |                     |           |          | Daphne Panhuijsen    | Nederland | 1:01.04  |
| 9      | 10 juni 2012  | Achim Tholen        | Duitsland | 51.09    | Christl Viebahn      | Duitsland | 56.57    |
| 8      | 12 juni 2011  | Roger Smeets        | Nederland | 47.36    | Nadja Wijenberg      | Nederland | 55.51    |
| 7      | 13 juni 2010  | John Mutai          | Kenia     | 46.31    | Jane Mutai           | Kenia     | 56.19    |
| 6      | 14 juni 2009  | Marcel Laros        | Nederland | 51.08    | Patricia Schreurs    | Nederland | 58.30    |
| 5      | 15 juni 2008  | Patrick Delait      | Nederland | 51.19    | Geertje Thuijls      | Nederland | 1:01.40  |
| 4      | 10 juni 2007  | Boufriniaa Abdel    | België    | 51.17    | Helmie Ramakers      | Nederland | 1:03.35  |
| 3      | 11 juni 2006  | Mouhcine Akhoudaoui | Frankrijk | 46.52    | Flomena Chepchirchir | Kenia     | 52.29    |
| 2      | 24 april 2005 | John Kelai          | Kenia     | 43.16    | Fatiha Baouf         | België    | 50.24    |
| 1      | 30 april 2004 | Onbekend            | Onbekend  | Onbekend | Onbekend             | Onbekend  | Onbekend |